# Trinciatura dei residui colturali

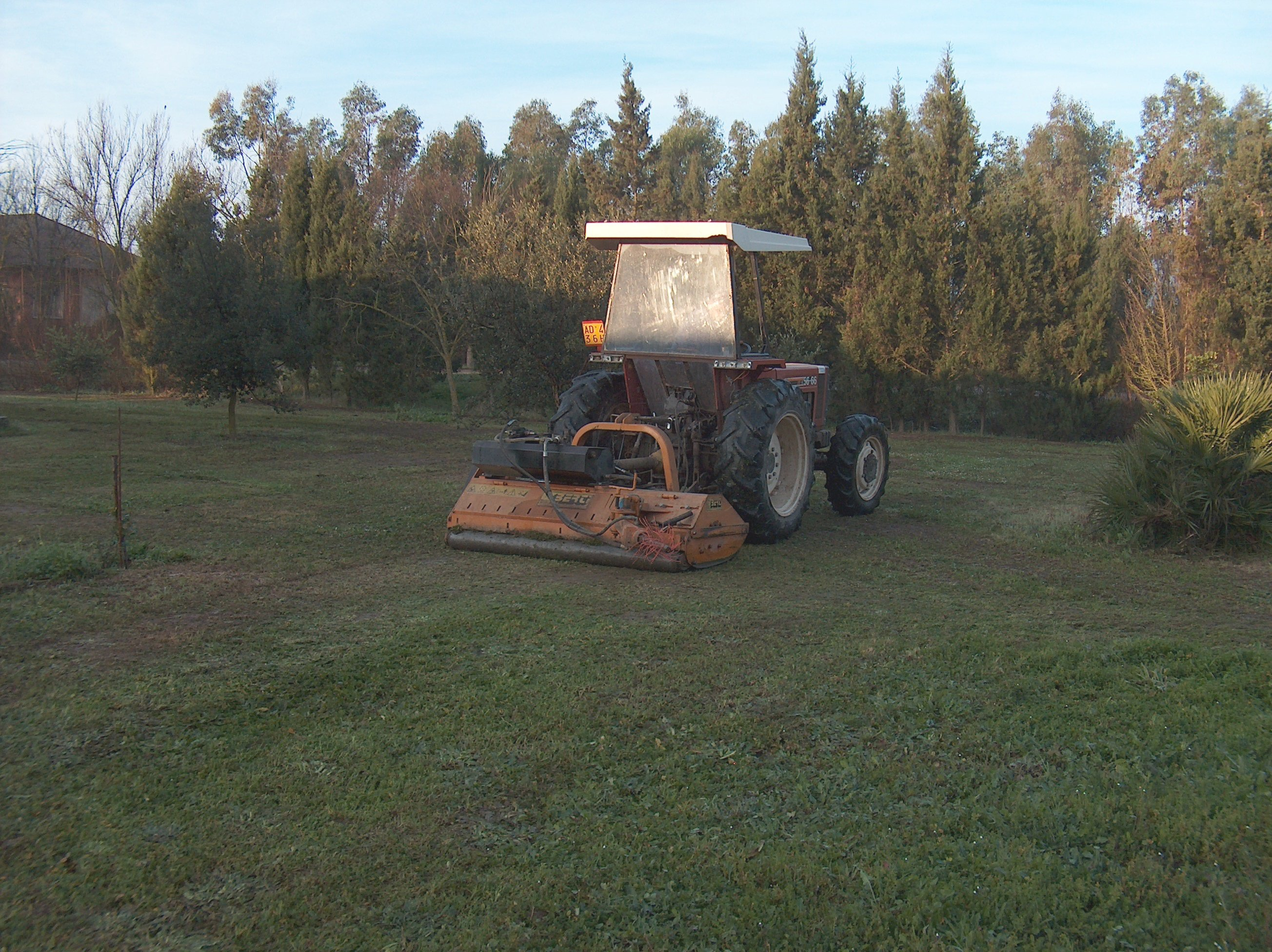
Macchina trinciatrice durante un lavoro di diserbo meccanico in un giardino

La trinciatura dei residui colturali è un'operazione colturale che consiste nello sminuzzamento meccanico, eseguito con apposite macchine trinciatrici, di stoppie, residui di potatura, vegetazione infestante e di qualsiasi altro materiale organico presente sulla superficie del terreno.

## Esecuzione
La trinciatura non è una vera e propria lavorazione del terreno, tuttavia rientra a tutti gli effetti fra le tecniche di gestione del suolo nei terreni agrari in quanto integra o sostituisce alcune lavorazioni propriamente dette. Di norma la trinciatura si esegue in uno dei seguenti contesti.

### Liberazione della superficie prima dell'esecuzione di una lavorazione principale
Questa operazione si può eseguire sia nelle lavorazioni tradizionali sia in quelle che rientrano fra le tecniche di minimum tillage. Alcune lavorazioni non sono disturbate dalla presenza di residui vegetali ingombranti, come ad esempio l'aratura e, entro certi limiti, la fresatura. Altri attrezzi sono in grado di fare un lavoro migliore su un terreno sostanzialmente libero o ricoperto da residui non ingombranti: è il caso ad esempio degli attrezzi discissori oppure rimescolatori con organi ruotanti folli. In questi casi la trinciatura diventa indispensabile per migliorare la qualità della lavorazione, ma in generale si può considerare utile per tutte le lavorazioni, compatibilmente alle esigenze economiche.

### Preparazione del terreno nelsod seeding
Le finalità del sod seeding impongono che i residui colturali non siano asportati o distrutti, ma che siano sfruttati per arricchire il terreno di sostanza organica. I residui vanno pertanto lasciati in campo perché siano sottoposti ai processi di decomposizione microbica (Biodegradabilità) responsabili dell'evoluzione e del mantenimento degli orizzonti O e A1. La presenza di residui grossolani può tuttavia ostacolare il funzionamento della seminatrice su sodo e la stessa emergenza delle piantine, pertanto è una buona norma trinciare i residui della coltura precedente prima di effettuare la semina.

### Inerbimento degli arboreti
Per i motivi esposti nel punto precedente, gli arboreti gestiti con tecniche conservative del suolo si avvalgono dei benefici derivanti dalla trinciatura dei residui di potatura. Nell'inerbimento propriamente detto la trinciatura si esegue sui residui di potatura, mentre il controllo delle infestanti è affidato allo sfalcio periodico. Nelle tecniche riconducibili all'inerbimento, adottate nelle zone a clima caldo-arido, la trinciatura si esegue anche per controllare la vegetazione spontanea che si sviluppa nella stagione di riposo e quella che riemerge nel corso della primavera.

## Finalità
Come detto in precedenza, la trinciatura ha lo scopo di mantenere in situ i residui vegetali senza ostacolare il normale svolgimento degli altri interventi agronomici. 
Tradizionalmente i residui colturali che possono ingombrare il terreno vengono asportati o distrutti. Le asportazioni possono interessare, ad esempio, la paglia dei cereali (impiegata come lettime per gli allevamenti), i residui di potatura (come legna da ardere), il fogliame del carciofo e foglie e colletti della barbabietola (come foraggio per gli allevamenti), ecc. La distruzione, tradizionalmente effettuata con il ricorso all'incendio, si effettua per quei residui che sono di difficile asportazione o che non sono suscettibili di reimpieghi. È il caso, ad esempio, delle stoppie dei cereali e delle leguminose da granella.
La distruzione dei residui colturali è deprecata dai criteri di gestione conservativa del suolo in quanto depauperano il terreno di elementi nutritivi e riducono il tenore in sostanza organica. L'asportazione è compatibile solo se c'è un effettivo ritorno sul terreno, ad esempio con l'apporto del letame: in questo caso il materiale organico è soggetto ad una valorizzazione, dal momento che il coefficiente isoumico dei sottoprodotti zootecnici (in particolare il letame) è più alto di quello dei residui vegetali ad alto rapporto fra carbonio e azoto. L'asportazione finalizzata alla vendita è deprecabile dal punto di vista tecnico, mentre dal punto di vista economico andrebbe valutata l'effettiva convenienza: i sottoprodotti colturali (paglia, residui di potatura, ecc.) rappresentano un'entrata addizionale che incide sulla Produzione lorda vendibile in misura marginale rispetto ai prodotti principali; d'altra parte l'asportazione rappresenta un costo implicito in quanto il peggioramento della fertilità fisica e chimica del terreno deve essere corretto con le lavorazioni e la concimazione.
La trinciatura dei residui porta i seguenti benefici:
- Sul terreno si forma nel tempo uno strato pacciamante che in parte contribuisce al controllo delle infestanti e previene le perdite d'acqua per evaporazione.
- La presenza dei residui in superficie migliora e stabilizza la struttura degli strati superficiali, proteggendoli dall'erosione, dall'azione battente della pioggia e dalla compressione esercitata dal passaggio dei mezzi agricoli.
- La biomassa prodotta dalle colture si traduce in un incremento del tenore in sostanza organica e, indirettamente, del tenore in humus. Di conseguenza migliora la fertilità fisica del terreno e, nel contempo, si riducono le perdite di elementi nutritivi per lisciviazione.